# Tomb Raider (відеогра, 1996)
Tomb Raider (з англ. — Розкрадач гробниць) — відеогра у жанрі пригодницького бойовика, перша гра однойменної серії ігор. «Tomb Raider» розроблена компанією Core Design і видана Eidos Interactive в 1996 році на платформах Sega Saturn, PlayStation, Macintosh і PC. Існує версія гри для портативної ігрової консолі N-Gage, а також для мобільних платформ iOS та Android.
Tomb Raider — вважається однією із засновниць жанру шутер від третьої особи. Гра була настільки популярна, що її багато хто брав за приклад і в цілому вона мала значний вплив на розвиток цього жанру ігрової індустрії. До сьогодні Tomb Raider і Лара Крофт залишаються одними з найвпізнаваніших символів культури комп'ютерних ігор.

## Сюжет
Ексцентрична бізнес-леді Жаклін Натла наймає Лару Крофт для пошуків стародавнього артефакту Сціон. Археолог вирушає в гірську експедицію в Перу, де знаходить прихований вхід у помешкання інків. Провідник Лари гине від атаки вовків, і далі їй доводиться йти самій. У глибині засніжених печер вона знаходить Вилкабамба — «місто у скелі», де, за переказами, похований цар Квалопек. В його гробниці якраз і зберігався Сціон. Біля виходу з гробниці Лару зустрічає інший найманець Натли — Ларсон. Від нього Лара дізнається про те, що знайдений артефакт — лише складова частина ключа до воріт Атлантиди. Лара вирушає в офіс Натли, де дізнається про розташування наступної частини. 
Друга частина Сцена знаходиться у Греції, в середньовічному монастирі Святого Франциска. Там Лара зустрічає конкурента — П'єра Дюпона — такого ж «розкрадача гробниць», як і вона. У давніх катакомбах монастиря, де цікаво переплітаються культури християнства, стародавньої Греції та Скандинавії, Лара виявляє вхід у гробницю імператора Атлантиди Тіхокана, там вона розправляється з П'єром і забирає у нього другу частину Сціон. Після об'єднання двох частин артефакту Лара бачить видіння: Тіхокан і Квалопек на вершині піраміди судять третього члена Тріумвірату — свою сестру. Так Лара дізнається, що третя частина Сціон в Єгипті, туди вона й вирушає на пошуки.
Знайшовши та з'єднавши всі три частини, Лари знов бачить видіння: сестрою Тіхокана і Квалопека виявляється Натла. Кожна частина Сціон — знаку влади — належала одному з них, але Натла, яка захотіла заволодіти всім Сціон (а значить і всім світом), порушила баланс сил і цим зруйнувала Атлантиду. За це Тіхокан замкнув її в брилі льоду і поховав на території нинішнього Нью-Мексико. У наші дні, під час ядерних випробувань, в'язниця Натли була пошкоджена, і вона опиналася на свободі.
Натла разом зі своїми посіпаками зрештою знаходить Лару та забирає в неї всі три частини Сціон, після чого наказує вбити її, але вона змогла втекти й заховатися на яхті Натли. Прибувши на острів посеред океану, беззбройна Лара намагається знайти Натлу. Пошуки приводять її до підніжжя Великої Піраміди — центральної споруди Атлантиди. Перебивши найманців і знайшовши Натли, Лара руйнує її плани та ламає машину Сціон. Вершина піраміди вибухає, і Лара ледь встигає відпливти від острова на безпечну відстань.

## Персонажі
- Лара Крофт. Перший раз її можна побачити у вступному ролику — Лара у холі готелю «Імперіал», що в Колкаті. Тут і далі у грі Лара ще дуже молода — на вигляд і по голосу вона не старше 20-25 років.
- Жаклін Натла. Одна з «трійці» правителів Атлантиди. У стародавні часи, використавши силу Сціон, Натла створила армію кровожерних мутантів, які, на її думку, мали замінити «застарілу» расу людей. За цей злочин Тіхокан і Квалопек (див. далі) позбавили її частини талісмана і засудили до ув'язнення у «крижаній в'язниці». У XX столітті, завдяки ядерним випробуванням у Лос-Аламосі, її камера пошкодилась, і Натла змогла звільнитися. Історія Натли між «розмороженням» і тим моментом, коли вона стала президентом власної корпорації Natla Technologies, невідома. Імовірно Жаклін Натла була вбита Ларою всередині Великої піраміди в Атлантиді .
- Ларсон. Найманець і посередник Натли. За манерою розмови неважко здогадатися про вкрай низький рівень інтелекту Ларсона, але його мета — не вмовляти Лару, а силою відібрати те, що йому потрібно. Імовірно був убитий Ларою в Атлантиді. Ларсон також з'являється в пізнішій грі серії — «Tomb Raider: Chronicles», що містить епізоди минулих пригод Лари.
- П'єр. П'єр — такий же «розкрадач гробниць», як і Лара, що працює за наймом — і, відповідно, її конкурент. Його відправила Натла на пошуки другої частини Сціон у Грецію. Був убитий Ларою в гробниці Тіхокана.
- Тіхокан і Квалопек. Правителі Атлантиди, які засудили Натлу до ув'язнення у крижаній в'язниці. Обличчя Квалопека і Тіхокана приховані під роботизованими масками.

## Ігровий процес
Особливість рушія Tomb Raider — поділ тривимірного ігрового простору на блоки (квадрати), їх легко помітити якщо уважно оглянути рівні. Проте, розробники вжили низку заходів, завдяки яким кубічність оточення стає не такою помітною — зокрема, розумно використовується текстурування, спрайти й додаткові декорації (англ. Static meshes). Однак, «кубізм» першої Tomb Raider залишився «фірмовим знаком» серії аж до 2001 року, бо саме на рушії цієї гри базувалися всі наступні ігри (до Tomb Raider: The Angel of Darkness).
Головне завдання гравця в Tomb Raider — за допомогою вигадливих акробатичних прийомів, а також шляхом маніпуляцій з численними перемикачами й механізмами отримати доступ до раніше заблокованих зон рівня і в кінці перейти до наступного етапу. У досягненні цієї мети гравцеві заважають різноманітні вороги (в англійському TR-сленгу — baddies) та хитрі пастки (наприклад, «класичні» ями з шипами, валуни й леза). Крім основних завдань на кожному рівні уважний гравець зможе знайти кілька секретів — добре захованих бонусів (аптечки, боєприпаси й т.п.).
На відміну від багатьох сучасних аркад і платформерів, майже всі можливі дії в Tomb Raider здійснюються гравцем вручну, без допомоги з боку рушія гри. Наприклад, для того, щоб підняти якийсь предмет, використати вмикач або задертися на виступ, гравцеві необхідно натиснути певну клавішу на клавіатурі або кнопку геймпаду.
Суттєвою відмінністю між версіями для PlayStation і Sega Saturn є присутність чекпойнтів — точок зберігання, представлених у вигляді бузкових кристалів у повітрі, кожен з яких можна використати лише один раз. PC-версія дає можливість робити збереження в будь-якому місці.

## Всесвіт гри
Всесвіт Tomb Raider складається з чотирьох глав, кожній з яких притаманна своя атмосфера, кольорова гама, характер пасток і противників. Кожна глава поділяється на кілька незалежних рівнів — таким чином, всього Tomb Raider має п'ятнадцять унікальних етапів (включно з тренувальним міні-рівнем).

### Перу
У першій главі Tomb Raider, Ларі необхідно проникнути вглиб стародавнього міста цивілізації інків — знаменитого поселення Вілкабамба, що було останнім прихистком давньої імперії. Крім того, несподіваним відкриттям для археолога стане Загублена долина — ізольована екосистема, у якій ще збереглися динозаври й різноманітні тварини — вовки, ведмеді та кажани.
Рівні:
1. Caves (печери)
2. City of Vilcabamba (місто Вілкабамба)
3. Lost Valley (Загублена долина)
4. Tomb of Qualopec (гробниця Квалопека)

### Греція
Далі події розгортаються в середньовічному католицькому монастирі, що побудований на руїнах давньогрецької цивілізації. Невеликий будинок монастиря — лише верхівка айсберга з численними давніми катакомбами, захований серед гір. Серед ворогів — горили, алігатори та леви.
Рівні:
1. St. Francis’ Folly (монастир св. Франциска)
2. Colosseum (Колізей)
3. Palace of Midas (палац Мідаса)
4. The Cistern (Цистерна)
5. Tomb of Tihocan (гробниця Тіхокана)

### Єгипет
Неподалік від долини Царів Лара знаходить вхід до недослідженого підземного комплексу давньоєгипетських споруд, у центрі якого святилище Сціон. Тут вона зустріне пум, крокодилів, а також мумій атлантів, що ожили.
Рівні:
1. City of Khamoon (Храм Камун)
2. Obelisk of Khamoon (обеліск Камун)
3. Sanctuary of the Scion (святилище Спадщини)

### Атлантида
Невеличкій острів в Атлантичному океані — не що інше, як вершина Великої піраміди з Атлантиди. Розкопки Натли дали змогу проникнути вглиб напівзруйнованої споруди та оживити її мешканців. Саме Велика піраміда — місце фінальної сутички між Ларою та Натлою.
Рівні:
1. Natla’s Mines (розкопки Натли)
2. Atlantis (Атланти)
3. The Great Pyramid (Велика піраміда)

## Музичний супровід
Одна з найприкметніших рис гри —  епічний інструментальний саундтрек, автором якого був Натан Макрі (англ. Nathan McCree). У музиці Tomb Raider активно використовуються духові та струнні інструменти (особливо арфа), а також хор. Головна музична тема була настільки популярна, що стала свого роду гімном всієї серії й різні її варіації з'являлися у всіх наступних частинах гри (попри те, що Натан Макрі залишив пост композитора після виходу Tomb Raider III).

## Розробка
Робота над Tomb Raider почалася в 1995 році, але гра побачила світ лише у 1996-му. Розробка була виконана компанією Core Design (раніше  — CentreGold) і зайняла півтора року. Tomb Raider була створена силами шести розробників, насамперед  — Тобі Гардом, який вважається творцем Лари Крофт і Філіпом Кемпбеллом головним дизайнером рівнів.
Згідно з ранніми начерками, протагоністом гри мав стати класичний герой-чоловік (приклади таких героїв можна побачити у численних FPS, наприклад Doom, Quake і т. ін.), цей варіант відхили замовники й попросили придумати оригінальнішого персонажа, так з'явився жіночий персонаж. Вона добре вписувалася у концепцію гри, у якій передбачалось багато головоломок і нетипових дій. Як виявилося, рішення Core Design змінити героя на героїню було доленосним і знаковим.
Ім'я та образ головної героїні змінювався протягом розробки — від початкового варіанту імені (Лаура Круз, англ. Laura Cruz) розробники відмовилися через його несприйняття американською аудиторією. Характер Лари еволюціонував від холодного, мілітаристичного типажу до інтелігентного, але жвавому археолога (найближчий аналог — Індіана Джонс).
Спочатку гра розроблялася для приставки Sega Saturn, проте Sony PlayStation стрімко набирала популярності й тому пріоритет змістився в її бік. Паралельно велася розробка DOS-версії для ПК. 2003 року гру портували на кишенькову приставку Nokia N-Gage, незабаром після цього студія-розробник, Core Design, була закрита і розформована. Вихідний код гри довгий час вважався загубленим, але наприкінці 2006 року французька інді-студія Realtech VR отримала доступ до особистого архіву одного з розробників і в грудні 2013 року, з дозволу видавця Square Enix, випустила порт Tomb Raider для iOS, а трохи пізніше для Android.

## Tomb Raider: Unfinished Business
У 1998 році, незабаром після виходу Tomb Raider II, був здійснений повторний випуск Tomb Raider для DOS і вперше — для Mac. Цю версію назвали Tomb Raider Gold у Північній Америці, і Tomb Raider: Unfinished Business в інших країнах, крім оригінальної гри нова версія містила чотири нових рівні в двох додаткових розділах. Ці рівні були створені в Сан-Франциському офісі Eidos Філіпом Кемпбеллом (англ. Phil Campbell), Ребеккою Шарин (англ. Rebecca Shearin) і Гарі Лярошеллем (англ. Gary LaRochelle). Перша глава гри починається в Єгипті через кілька місяців після подій оригінальної гри. Лара повертається в місто Камун, щоб дослідити таємничу статую єгипетської богині Баст. Другий розділ починається після подій оригінального Tomb Raider, а закінчується руйнуванням останніх слідів раси Атлантів. Саме в цій версії у Лари Крофт з'являється коса.

## Nude Raider
Для PC-версії Tomb Raider фанатами був випущений патч, який замінює текстури моделі Лари Крофт, щоб вона виглядала голою, який отримав назву Nude Raider. Пізніше Nude Raider став частиною фольклору серії — багато гравців вважали, що існують офіційні патчі й коди, що дозволяють увімкнути «голий» режим.

## Ремейк
Через десять років був розроблений і випущений рімейк оригінальної гри. Сюжет і оформлення рівнів практично точно повторює першу частину, але новий рушій видає графіку нового покоління. Також додані деякі нові елементи геймплею, які прямо не впливають на проходження гри. Рівні стали коротшими, прибрали багато моментів з гри, які не впливали на сюжет.
Ця гра стала частиною нової хронології серій ігор про Лару Крофт разом з попередньою — Tomb Raider: Legend і наступною грою Tomb Raider: Underworld.

## Виноски
1. ↑  Humble Store
2. ↑  redump.org
3. 1 2  Steam — 2003.
4. ↑  Игромания — 1997. — ISSN 1560-2583
5. ↑  Tombraiderforums.com (23-03-2014). TR1 source code... will it ever be released? (англ.). Процитовано 24-05-2014.
6. ↑  Володимир Георгіев. (17-12-2013). Вечірні бліц-новини (рос.). Ігроманія. Архів оригіналу за 19 грудня 2013. Процитовано 18 грудня 2013.